# Дмитриев, Михаил Дмитриевич (спортсмен)
Михаил Дмитриевич Дмитриев (укр. Михайло Дмитрович Дмитрієв; 25 мая 1912 — 6 января 1987) — советский спортсмен и тренер по спортивной гимнастике; Мастер спорта СССР (1936), Заслуженный мастер спорта СССР (1940), Заслуженный тренер СССР, судья всесоюзной категории (1940). Чемпион III Летней Рабочей Олимпиады в Антверпене (1937, Бельгия).

## Биография
Родился 25 мая 1912 года в Харькове.
В 10 лет пришел работать на Харьковском паровозостроительном заводе. Учился на токаря в школе фабрично-заводского ученичества при заводе, где и познакомился со спортом. С 1931 года начал активно заниматься гимнастикой.
Первый абсолютный чемпион СССР (1936) по спортивной гимнастике. Победитель III Всемирной рабочей олимпиады (1937, Антверпен, Бельгия). Неоднократный чемпион Украинской ССР и СССР. Выступал за спортивные общества «Спартак» и «Буревестник» (Киев). Его тренерами были В. Вацек и И. Бражник.
Также занимался футболом и выступал за харьковский «Спартак». Играл на позиции центрального полузащитника. В составе команды он принял участие в трёх первых клубных чемпионатах СССР. Всего в рамках чемпионата он сыграл в 13 матчах, голов не забивал. Также, вместе с клубом, дошёл до четвертьфинала кубка СССР в 1937 году.
Во время проведения футбольного турнира в рамках III Летней Рабочей Олимпиады в Антверпене, представитель СССР — московский «Спартак», испытывал нехватку игроков из-за травм. Поэтому Михаила Дмитриева пригласили сыграть в финальном матче, вспомнив про его футбольный опыт. «Спартак» победил Рабочий спортсоюз Норвегии со счётом 2:0, а Дмитриев таким образом стал чемпионом рабочей олимпиады.
После Олимпиады советская делегация отправилась в Францию, чтобы принять участие в Всемирной выставке. Некоторые из спартаковцев плохо перенесли авиаперелёт, поэтому в первом матче Кубка мира для рабочих команд на приз Всемирной выставки, Дмитриев снова выступал в составе красно-белых. В этом матче советские футболисты победили Рабочий спортсоюз Англии со счётом 4:0. Спартаковцы были впечатлены игрой Дмитриева и предложили ему играть в команде на постоянной основе, но тот отказался.
В 1936 году окончил Харьковский институт физической культуры (ныне Харьковская государственная академия физической культуры), после чего начал трудовую деятельность. С 1944 года работал в Киевском институте физической культуры (ныне Национальный университет физического воспитания и спорта Украины). В 1952 году был тренером олимпийской сборной команды СССР по спортивной гимнастике. Среди его воспитанников — Нина Бочарова — чемпионка Олимпийских игр в Хельсинки 1952 года.
Умер 6 января 1987 года в Киеве (по другим данным в 1978 году).
22 июля 1937 года награждён орденом «Знак Почёта», став первым орденоносцем среди харьковских спортсменов.

## Достижения

### Гимнастика
- Чемпион III Летней Рабочей Олимпиады в командном первенстве (1937)
- Серебряный призёр III Летней Рабочей Олимпиады в многоборье (1937)
- Абсолютный чемпион СССР (1936)
- Чемпион СССР в упражнениях на брусьях (1940)
- Чемпион СССР в опорных прыжках (1940)
- Серебряный призёр Чемпионата СССР в многоборье (1939, 1940)
- Серебряный призёр Чемпионата СССР в опорных прыжках (1939, 1943)
- Бронзовый призёр Чемпионата СССР в многоборье (1945)
- Бронзовый призёр Чемпионата СССР вольных упражнениях (1945, 1946)
- Бронзовый призёр Чемпионата СССР в упражнениях на коне (1945)
- Бронзовый призёр Чемпионата СССР в упражнениях на кольцах (1939, 1945)
- Бронзовый призёр Чемпионата СССР в упражнениях на перекладине (1939)

### Футбол
- Победитель турнира III Летней Рабочей Олимпиады (1937)
- Победитель Кубка мира для рабочих команд на приз Всемирной выставки (1937)